# Pierre Philippe Doublet
Pour les articles homonymes, voir Doublet.
Pierre Philippe Doublet, né le 13 avril 1745 à Bois-d'Ennebourg (Seine-Maritime), mort à Paris le 4 frimaire an II (24 novembre 1793), est un homme politique de la Révolution française.  

## Biographie
En septembre 1792, Pierre-Philippe Doublet, alors cultivateur à Londinières, est élu député du département de la Seine-Inférieure, le treizième sur seize, à la Convention nationale.    
Il siège sur les bancs de la Gironde. Lors du procès de Louis XVI, il vote « la détention et le bannissement après l'affermissement de la République » et se prononce en faveur de l'appel au peuple et du sursis à l'exécution. En avril 1793, il vote en faveur de la mise en accusation de Jean-Paul Marat. En mai de la même année, il vote en faveur du rétablissement de la Commission des Douze. En octobre, ainsi soixante-douze de ses collègues, il est décrété d'accusation sur motion de Jean-Pierre-André Amar, membre du Comité de Sûreté générale, pour avoir signé la protestation contre les journées des 31 mai et 2 juin au terme desquelles vingt-deux députés girondins ont été arrêtés. Son nom est accolé par erreur à celui de Joseph Dabray, député des Alpes-Maritimes lui aussi signataire, comme s'il s'agissait d'une seule personnalité.   
Pierre-Philippe Doublet meurt à la prison de la Force le 4 frimaire an II (24 novembre 1793). Il est le seul parmi les soixante-treize protestataires girondins à mourir en détention. Il est remplacé par Jean-Louis Albitte dit « Albitte le jeune ».  
Sa mémoire est réhabilitée par le Conseil des Cinq-Cents et par le Conseil des Anciens, et sa veuve, Marie Vauquelin, perçoit une pension.